# Nylöse pastorat
Nylöse pastorat är ett pastorat i Göteborgs norra kontrakt i Göteborgs stift i Göteborgs kommun i Västra Götalands län. 
Pastoratet bildades 2018 genom samgånde av nedanstående församlingar som tidigare utgjort egna pastorat:
- Nylöse församling vars pastorat tidigare burit detta namn
- Bergsjöns församling
- Kortedala församling
- Angereds församling

Pastoratskod är 080410.